# Linda Ronstadt
Linda Maria Ronstadt (Tucson, 15 de julho de 1946) é uma cantora americana que se apresentou e gravou em diversos gêneros, incluindo rock, country e música latina.
Ronstadt lançou 24 álbuns de estúdio e 15 compilações ou álbuns de maiores sucessos. Ela alcançou 38 singles na Billboard Hot 100 dos Estados Unidos. Vinte e um desses singles chegaram ao top 40, dez chegaram ao top 10 e um alcançou o número um ("You're No Good"). Seu sucesso, entretanto, não se traduziu no Atlântico até o Reino Unido. Embora os duetos de Ronstadt, "Somewhere Out There" com James Ingram e "Don't Know Much" com Aaron Neville, tenham chegado aos números 8 e 2 respectivamente em 1987 e 1989, o single "Blue Bayou" foi seu único single solo a alcançar o Top 40 do Reino Unido. Ela alcançou 36 álbuns, dez álbuns no top 10 e três álbuns número 1 na Billboard Pop Album Chartdos EUA.
Ronstadt tem colaborado com artistas de diversos gêneros, incluindo Bette Midler, Billy Eckstine, Frank Zappa, Carla Bley (Escalator Over the Hill), Rosemary Clooney, Flaco Jiménez, Philip Glass, Warren Zevon, Emmylou Harris, Gram Parsons, Dolly Parton, Neil Young, Paul Simon, Earl Scruggs, Johnny Cash, e Nelson Riddle. Ela emprestou sua voz para mais de 120 álbuns e vendeu mais de 100 milhões de discos, tornando-a uma das artistas mais vendidas do mundo de todos os tempos. Christopher Loudon, do Jazz Times, escreveu em 2004 que Ronstadt é "abençoado com indiscutivelmente o mais excelente conjunto de tubos de sua geração".
Ronstadt reduziu sua atividade depois de 2000 quando sentiu sua voz se deteriorando, lançando seu último álbum completo em 2004 e realizando seu último show ao vivo em 2009. Ela anunciou sua aposentadoria em 2011 e revelou logo depois que ela não é mais capaz de cantar como resultado de uma condição degenerativa posteriormente determinada como paralisia supranuclear progressiva. Desde então, Ronstadt continuou a fazer aparições públicas, indo em uma série de turnês para falar em público nos anos 2010. Ela publicou uma autobiografia, Simple Dreams: A Musical Memoir, em setembro de 2013. Um documentário baseado em suas memórias, Linda Ronstadt: The Sound of My Voice, foi lançado em 2019.

## Discografia
Linda Ronstadt gravou mais de 40 álbuns, vendeu mais de 100 milhões, e colaborou com vários artistas, nomeadamente, Dolly Parton, Emmylou Harris, The Eagles, James Taylor, Neil Young e Elvis Costello.

### Álbuns de estúdio
| Ano                                              | Detalhes                                                      | Máximas posições nas paradas | Máximas posições nas paradas | Máximas posições nas paradas | Máximas posições nas paradas | Máximas posições nas paradas | Máximas posições nas paradas | Certificações de vendas                    |
| Ano                                              | Detalhes                                                      | EUA                          | Country dos EUA              | Jazz dos EUA                 | Música latina dos EUA        | Canadá                       | RU                           | Certificações de vendas                    |
| ------------------------------------------------ | ------------------------------------------------------------- | ---------------------------- | ---------------------------- | ---------------------------- | ---------------------------- | ---------------------------- | ---------------------------- | ------------------------------------------ |
| 1969                                             | Hand Sown... Home Grown - Gravadora: Capitol                  | —                            | —                            | —                            | —                            | —                            | —                            |                                            |
| 1970                                             | Silk Purse - Gravadora: Capitol                               | 103                          | —                            | —                            | —                            | 59                           | —                            |                                            |
| 1971                                             | Linda Ronstadt - Gravadora: Capitol                           | 163                          | 35                           | —                            | —                            | —                            | —                            |                                            |
| 1973                                             | Don't Cry Now - Gravadora: Capitol                            | 45                           | 5                            | —                            | —                            | 57                           | —                            | - EUA: Ouro                                |
| 1974                                             | Heart Like a Wheel - Gravadora: Capitol                       | 1                            | 1                            | —                            | —                            | 7                            | —                            | - EUA: Multi-Platina duplo                 |
| 1975                                             | Prisoner in Disguise - Gravadora: Asylum                      | 4                            | 2                            | —                            | —                            | 13                           | —                            | - EUA: Platina                             |
| 1976                                             | Hasten Down the Wind - Gravadora: Asylum                      | 3                            | 1                            | —                            | —                            | 3                            | 32                           | - EUA: Platina                             |
| 1977                                             | Simple Dreams - Gravadora: Asylum                             | 1                            | 1                            | —                            | —                            | 1                            | 15                           | - US: 3× Multi-Platinum - CAN: 2× Platinum |
| 1978                                             | Living in the USA - Gravadora: Asylum                         | 1                            | 3                            | —                            | —                            | 9                            | 39                           | - EUA: Multi-Platina duplo                 |
| 1980                                             | Mad Love - Gravadora: Asylum                                  | 2                            | —                            | —                            | —                            | 11                           | 65                           | - EUA: Platina                             |
| 1982                                             | Get Closer - Gravadora: Asylum                                | 31                           | 19                           | —                            | —                            | 48                           | —                            | - EUA: Ouro                                |
| 1983                                             | What's New - Gravadora: Asylum                                | 3                            | —                            | 5                            | —                            | 18                           | 31                           | - Canadá: Platina                          |
| 1984                                             | Lush Life - Gravadoral: Elektra                               | 13                           | —                            | 8                            | —                            | 35                           | 100                          | - EUA: Platina                             |
| 1986                                             | For Sentimental Reasons - Gravadora: Elektra                  | 46                           | —                            | —                            | —                            | 72                           | —                            | - EUA: Platina                             |
| 1987                                             | Canciones de Mi Padre - Gravadora: Elektra                    | 42                           | —                            | —                            | 4                            | 54                           | —                            | - EUA: Multi-Platina duplo                 |
| 1989                                             | Cry Like a Rainstorm, Howl Like the Wind - Gravadora: Elektra | 7                            | —                            | —                            | —                            | 6                            | 42                           | - Canadá: Platina                          |
| 1991                                             | Mas Canciones - Gravadora: Elektra                            | 88                           | —                            | —                            | 16                           | —                            | —                            |                                            |
| 1992                                             | Frenesi - Gravadora: Elektra                                  | 193                          | —                            | —                            | 17                           | —                            | —                            |                                            |
| 1993                                             | Winter Light - Gravadora: Elektra                             | 92                           | —                            | —                            | —                            | 50                           | —                            |                                            |
| 1995                                             | Feels Like Home - Gravadora: Elektra                          | 75                           | —                            | —                            | —                            | —                            | —                            |                                            |
| 1996                                             | Dedicated to the One I Love - Gravadora: Elektra              | 78                           | —                            | —                            | —                            | —                            | —                            |                                            |
| 1998                                             | We Ran - Gravadora: Asylum                                    | 160                          | —                            | —                            | —                            | —                            | —                            |                                            |
| 2000                                             | A Merry Little Christmas - Gravadora: Elektra                 | 179                          | —                            | —                            | —                            | —                            | —                            |                                            |
| 2004                                             | Hummin' to Myself - Gravadora: Verve                          | 166                          | —                            | 2                            | —                            | —                            | —                            |                                            |
| "—" indica álbuns que não figuraram nas paradas. |                                                               |                              |                              |                              |                              |                              |                              |                                            |

### Colaborações
| Ano                                              | Detalhes                                                                    | Máximas posições nas paradas | Máximas posições nas paradas | Máximas posições nas paradas | Máximas posições nas paradas | Máximas posições nas paradas | Máximas posições nas paradas | Certificações de vendas |
| Ano                                              | Detalhes                                                                    | EUA                          | Country dos EUA              | Indie dos EUA                | Canadá                       | Country do Canadá            | RU                           | Certificações de vendas |
| ------------------------------------------------ | --------------------------------------------------------------------------- | ---------------------------- | ---------------------------- | ---------------------------- | ---------------------------- | ---------------------------- | ---------------------------- | ----------------------- |
| 1987                                             | Trio (com Emmylou Harris e Dolly Parton) - Gravadora: Warner Bros. Records  | 6                            | 1                            | —                            | 4                            | —                            | 60                           | - EUA: Platina          |
| 1999                                             | Trio II (com Emmylou Harris e Dolly Parton) - Gravadora: Asylum             | 64                           | 4                            | —                            | —                            | 4                            | —                            | - EUA: Ouro             |
| 1999                                             | Western Wall: The Tucson Sessions (with Emmylou Harris) - Gravadora: Asylum | 73                           | 6                            | —                            | —                            | —                            | —                            |                         |
| 2006                                             | Adieu False Heart (com Ann Savoy) - Gravadora: Vanguard                     | 146                          | —                            | 12                           | —                            | —                            | —                            |                         |
| "—" indica álbuns que não figuraram nas paradas. |                                                                             |                              |                              |                              |                              |                              |                              |                         |

### Coletâneas
| 1974                                             | Different Drum - Gravadora: Capitol                                  | 92  | —  | —  | —  |                   |
| 1976                                             | Greatest Hits - Gravadora: Asylum                                    | 6   | 2  | 55 | 37 | - Canadá: Platina |
| 1977                                             | A Retrospective - Gravadoral: Capitol                                | 46  | 44 | —  | —  | - EUA: Ouro       |
| 1980                                             | Greatest Hits, Volume 2 - Gravadora: Asylum                          | 26  | —  | 39 | —  | - EUA: Platina    |
| 1986                                             | Round Midnight com Nelson Riddle e His Orchestra - Gravadora: Asylum | 124 | —  | —  | —  | - EUA: Ouro       |
| 1999                                             | The Linda Ronstadt Box Set - Gravadora: Elektra                      | —   | —  | —  | —  |                   |
| 2002                                             | The Very Best of Linda Ronstadt - Gravadora: Rhino                   | 165 | 19 | —  | 46 |                   |
| 2006                                             | The Best of Linda Ronstadt: The Capitol Years - Gravadora: Capitol   | —   | —  | —  | —  |                   |
| 2007                                             | Linda Ronstadt Greatest Hits I & II - Gravadora: Asylum/Capitol      | —   | —  | —  | —  |                   |
| "—" indica álbuns que não figuraram nas paradas. |                                                                      |     |    |    |    |                   |

### Singles
| Ano                                               | Single                                            | Máximas posições nas paradas | Máximas posições nas paradas | Máximas posições nas paradas | Máximas posições nas paradas | Máximas posições nas paradas | Máximas posições nas paradas | Máximas posições nas paradas | Máximas posições nas paradas | Álbum                                           |
| Ano                                               | Single                                            | EUA                          | AC dos EUAC                  | Country dos EUA              | Música latina dos EUA        | Canadá                       | Ac do Canadá                 | Country do Canadá            | RU                           | Álbum                                           |
| ------------------------------------------------- | ------------------------------------------------- | ---------------------------- | ---------------------------- | ---------------------------- | ---------------------------- | ---------------------------- | ---------------------------- | ---------------------------- | ---------------------------- | ----------------------------------------------- |
| 1969                                              | "The Long Way Around"                             | 70                           | 17                           | —                            | —                            | 57                           | —                            | —                            | —                            | Hand Sown… Home Grown                           |
| 1970                                              | "Will You Love Me Tomorrow"                       | 111                          | —                            | —                            | —                            | —                            | —                            | —                            | —                            | Silk Purse                                      |
| 1970                                              | "Long, Long Time"                                 | 25                           | 20                           | —                            | —                            | 15                           | —                            | —                            | —                            | Silk Purse                                      |
| 1971                                              | "He Darked the Sun"                               | —                            | —                            | —                            | —                            | —                            | —                            | —                            | —                            | Silk Purse                                      |
| 1971                                              | "I Fall to Pieces"                                | —                            | —                            | —                            | —                            | —                            | —                            | —                            | —                            | Linda Ronstadt                                  |
| 1972                                              | "Rock Me on the Water"                            | 85                           | —                            | —                            | —                            | —                            | —                            | —                            | —                            | Linda Ronstadt                                  |
| 1973                                              | "Love Has No Pride"                               | 51                           | 23                           | —                            | —                            | 59                           | 6                            | —                            | —                            | Don't Cry Now                                   |
| 1974                                              | "Silver Threads and Golden Needles"               | 67                           | —                            | 20                           | —                            | 90                           | —                            | 20                           | —                            | Don't Cry Now                                   |
| 1974                                              | "Colorado"                                        | 108                          | —                            | —                            | —                            | —                            | —                            | —                            | —                            | Don't Cry Now                                   |
| 1974                                              | "I Can't Help It (If I'm Still in Love with You)" | —                            | —                            | 2                            | —                            | —                            | —                            | 6                            | —                            | Heart Like a Wheel                              |
| 1975                                              | "When Will I Be Loved"                            | 2                            | 3                            | 1                            | —                            | 7                            | 1                            | 1                            | —                            | Heart Like a Wheel                              |
| 1975                                              | "You're No Good"                                  | 1                            | 10                           | —                            | —                            | 7                            | 2                            | —                            | —                            | Heart Like a Wheel                              |
| 1975                                              | "(Love Is Like A) Heat Wave"                      | 5                            | 19                           | —                            | —                            | 12                           | —                            | —                            | —                            | Prisoner in Disguise                            |
| 1975                                              | "Love Is a Rose"                                  | 63                           | —                            | 5                            | —                            | 100                          | —                            | 46                           | —                            | Prisoner in Disguise                            |
| 1975                                              | "The Tracks of My Tears"                          | 25                           | 4                            | 11                           | —                            | 22                           | 2                            | 25                           | 42                           | Prisoner in Disguise                            |
| 1976                                              | "That'll Be the Day"                              | 11                           | 16                           | 27                           | —                            | 2                            | 14                           | 17                           | —                            | Hasten Down the Wind                            |
| 1976                                              | "Crazy"                                           | —                            | —                            | 6                            | —                            | —                            | —                            | 2                            | —                            | Hasten Down the Wind                            |
| 1977                                              | "Lose Again"                                      | 76                           | 43                           | —                            | —                            | —                            | 42                           | —                            | —                            | Hasten Down the Wind                            |
| 1977                                              | "Blue Bayou"                                      | 3                            | 3                            | 2                            | —                            | 2                            | 2                            | 2                            | 35                           | Simple Dreams                                   |
| 1977                                              | "It's So Easy"                                    | 5                            | 37                           | 81                           | —                            | 9                            | —                            | —                            | —                            | Simple Dreams                                   |
| 1977                                              | "Poor Poor Pitiful Me"                            | 31                           | 27                           | 46                           | —                            | 26                           | 9                            | 36                           | —                            | Simple Dreams                                   |
| 1977                                              | "Lo Siento Mi Vida"                               | —                            | —                            | —                            | —                            | —                            | —                            | —                            | —                            | Hasten Down the Wind                            |
| 1978                                              | "I Never Will Marry"                              | —                            | 30                           | 8                            | —                            | —                            | —                            | 16                           | —                            | Simple Dreams                                   |
| 1978                                              | "Back in the U.S.A."                              | 16                           | 30                           | 41                           | —                            | 8                            | —                            | 43                           | —                            | Living in the U.S.A.                            |
| 1978                                              | "Ooh Baby Baby"                                   | 7                            | 2                            | 85                           | —                            | 6                            | 26                           | —                            | —                            | Living in the U.S.A.                            |
| 1979                                              | "Just One Look"                                   | 44                           | 5                            | —                            | —                            | 46                           | 4                            | —                            | —                            | Living in the U.S.A.                            |
| 1979                                              | "Alison"                                          | —                            | 30                           | —                            | —                            | —                            | —                            | —                            | 66                           | Living in the U.S.A.                            |
| 1980                                              | "How Do I Make You"                               | 10                           | —                            | —                            | —                            | 15                           | —                            | —                            | —                            | Mad Love                                        |
| 1980                                              | "Hurt So Bad"                                     | 8                            | 25                           | —                            | —                            | 17                           | 37                           | —                            | —                            | Mad Love                                        |
| 1980                                              | "I Can't Let Go"                                  | 31                           | 48                           | —                            | —                            | —                            | 28                           | —                            | —                            | Mad Love                                        |
| 1982                                              | "Get Closer"                                      | 29                           | —                            | —                            | —                            | 30                           | —                            | —                            | —                            | Get Closer                                      |
| 1982                                              | "I Knew You When"                                 | 37                           | 29                           | 84                           | —                            | —                            | 17                           | —                            | 90                           | Get Closer                                      |
| 1983                                              | "Easy for You to Say"                             | 54                           | 7                            | —                            | —                            | —                            | 8                            | —                            | —                            | Get Closer                                      |
| 1983                                              | "What's New?"                                     | 53                           | 5                            | —                            | —                            | —                            | 1                            | —                            | —                            | What's New                                      |
| 1984                                              | "I've Got a Crush on You"                         | —                            | 7                            | —                            | —                            | —                            | 1                            | —                            | —                            | What's New                                      |
| 1984                                              | "Someone to Watch Over Me"                        | —                            | —                            | —                            | —                            | —                            | —                            | —                            | —                            | What's New                                      |
| 1984                                              | "Skylark"                                         | 101                          | 12                           | —                            | —                            | —                            | —                            | —                            | —                            | Skylark                                         |
| 1985                                              | "When I Fall in Love"                             | —                            | 24                           | —                            | —                            | —                            | —                            | —                            | —                            | Skylark                                         |
| 1986                                              | "When You Wish Upon a Star"                       | —                            | 32                           | —                            | —                            | —                            | —                            | —                            | —                            | For Sentimental Reasons                         |
| 1986                                              | "(I Love You) For Sentimental Reasons"            | —                            | —                            | —                            | —                            | —                            | —                            | —                            | —                            | For Sentimental Reasons                         |
| 1986                                              | "Somewhere Out There" (com James Ingram)          | 2                            | 4                            | —                            | —                            | 2                            | 2                            | —                            | 8                            | An American Tail (trilha sonora)                |
| 1990                                              | "Adios"                                           | —                            | 9                            | —                            | —                            | —                            | 9                            | —                            | —                            | Cry Like a Rainstorm, Howl Like the Wind        |
| 1991                                              | "Dreams to Dream"                                 | —                            | 13                           | —                            | —                            | 69                           | 18                           | —                            | —                            | An American Tail: Fievel Goes West (soundtrack) |
| 1992                                              | "Gritenme Piedras del Campo"                      | —                            | —                            | —                            | 15                           | —                            | —                            | —                            | —                            | Mas Canciones                                   |
| 1992                                              | "Frenesi"                                         | —                            | —                            | —                            | 7                            | —                            | —                            | —                            | —                            | Frenesi                                         |
| 1992                                              | "Perfidia"                                        | —                            | —                            | —                            | 7                            | —                            | —                            | —                            | —                            | Frenesi                                         |
| 1993                                              | "Entre Abismos"                                   | —                            | —                            | —                            | 33                           | —                            | —                            | —                            | —                            | Frenesi                                         |
| 1993                                              | "Heartbeats Accelerating"                         | 112                          | 31                           | —                            | —                            | 17                           | 19                           | —                            | —                            | Winter Light                                    |
| 1994                                              | "Adónde Voy"                                      | —                            | —                            | —                            | 33                           | —                            | —                            | —                            | —                            | Winter Light                                    |
| 1994                                              | "Oh No Not My Baby"                               | —                            | 35                           | —                            | —                            | —                            | —                            | —                            | —                            | Winter Light                                    |
| 1994                                              | "A River for Him"                                 | —                            | —                            | —                            | —                            | —                            | —                            | —                            | —                            | Winter Light                                    |
| 1995                                              | "Blue Train"                                      | —                            | 31                           | —                            | —                            | 42                           | 7                            | —                            | —                            | Feels Like Home                                 |
| 1995                                              | "Walk On"                                         | —                            | —                            | 61                           | —                            | —                            | —                            | 62                           | —                            | Feels Like Home                                 |
| 1995                                              | "Feels Like Home" (com Emmylou Harris)            | —                            | —                            | —                            | —                            | —                            | 43                           | —                            | —                            | Feels Like Home                                 |
| 1995                                              | "The Waiting"                                     | —                            | —                            | —                            | —                            | —                            | —                            | —                            | —                            | Feels Like Home                                 |
| 1995                                              | "A Dream Is a Wish Your Heart Makes"              | 101                          | —                            | —                            | —                            | —                            | —                            | —                            | —                            | The Music of Cinderella                         |
| 1998                                              | "When We Ran"                                     | —                            | —                            | —                            | —                            | —                            | —                            | —                            | —                            | We Ran                                          |
| "—" indica singles que não figuraram nas paradas. |                                                   |                              |                              |                              |                              |                              |                              |                              |                              |                                                 |

#### Colaborações
| Ano                                               | Single                                 | Artista(s)                  | Máximas Posições nas paradas | Máximas Posições nas paradas | Máximas Posições nas paradas | Máximas Posições nas paradas | Máximas Posições nas paradas | Máximas Posições nas paradas | Álbum                                    |
| Ano                                               | Single                                 | Artista(s)                  | EUA                          | AC dos EUA                   | Country dos EUA              | Canadá                       | AC do Canadá                 | Country do Canadá            | Álbum                                    |
| ------------------------------------------------- | -------------------------------------- | --------------------------- | ---------------------------- | ---------------------------- | ---------------------------- | ---------------------------- | ---------------------------- | ---------------------------- | ---------------------------------------- |
| 1987                                              | "To Know Him Is To Love Him"           | Emmylou Harris Dolly Parton | —                            | —                            | 1                            | —                            | —                            | 1                            | Trio                                     |
| 1987                                              | "Telling Me Lies"                      | Emmylou Harris Dolly Parton | —                            | 35                           | 3                            | —                            | —                            | 6                            | Trio                                     |
| 1987                                              | "Those Memories of You"                | Emmylou Harris Dolly Parton | —                            | —                            | 5                            | —                            | —                            | 1                            | Trio                                     |
| 1988                                              | "Wildflowers"                          | Emmylou Harris Dolly Parton | —                            | —                            | 6                            | —                            | —                            | 8                            | Trio                                     |
| 1989                                              | "Don't Know Much"                      | Aaron Neville               | 2                            | 1                            | —                            | 4                            | 1                            | —                            | Cry Like a Rainstorm, Howl Like the Wind |
| 1989                                              | "All My Life"                          | Aaron Neville               | 11                           | 1                            | —                            | 10                           | 1                            | —                            | Cry Like a Rainstorm, Howl Like the Wind |
| 1990                                              | "When Something Is Wrong with My Baby" | Aaron Neville               | 78                           | 5                            | —                            | —                            | 10                           | —                            | Cry Like a Rainstorm, Howl Like the Wind |
| 1999                                              | "After the Gold Rush"                  | Emmylou Harris Dolly Parton | —                            | —                            | —                            | —                            | —                            | —                            | Trio II                                  |
| 1999                                              | "For a Dancer"                         | Emmylou Harris              | —                            | —                            | —                            | —                            | —                            | —                            | Western Wall: The Tucson Sessions        |
| 2006                                              | "Walk Away Renée"                      | Ann Savoy                   | —                            | —                            | —                            | —                            | —                            | —                            | Adieu False Heart                        |
| "—" indica singles que não figuraram nas paradas. |                                        |                             |                              |                              |                              |                              |                              |                              |                                          |

##### Participações
| Ano  | Single            | Artista       | Posições nas paradas | Álbum           |
| Ano  | Single            | Artista       | Canadá               | Álbum           |
| ---- | ----------------- | ------------- | -------------------- | --------------- |
| 1992 | "Close Your Eyes" | Aaron Neville | 90                   | Warm Your Heart |

##### Lados-B
| Ano                                               | Single                                   | Máximas posições nas paradas | Máximas posições nas paradas | Máximas posições nas paradas | Máximas posições nas paradas | Máximas posições nas paradas | Lado-A                   |
| Ano                                               | Single                                   | EUA                          | AC dos EUA                   | Country dos EUa              | Canadá                       | AC do Canadá                 | Lado-A                   |
| ------------------------------------------------- | ---------------------------------------- | ---------------------------- | ---------------------------- | ---------------------------- | ---------------------------- | ---------------------------- | ------------------------ |
| 1971                                              | "(She's a) Very Lovely Woman"            | —                            | —                            | —                            | —                            | —                            | "The Long Way Around"    |
| 1975                                              | "It Doesn't Matter Anymore"              | 47                           | 20                           | 54                           | —                            | 23                           | "When Will I Be Loved"   |
| 1975                                              | "The Sweetest Gift" (com Emmylou Harris) | —                            | —                            | 12                           | —                            | —                            | "The Tracks of My Tears" |
| 1976                                              | "Someone to Lay Down Beside Me"          | 42                           | 38                           | —                            | 58                           | 37                           | "Crazy"                  |
| 1978                                              | "Tumbling Dice"                          | 32                           | —                            | —                            | 35                           | 22                           | "I Never Will Marry"     |
| 1980                                              | "Rambler Gambler"                        | —                            | —                            | 42                           | —                            | —                            | "How Do I Make You"      |
| 1982                                              | "Sometimes You Just Can't Win"           | —                            | —                            | 27                           | —                            | —                            | "Get Closer"             |
| "—" indica singles que não figuraram nas paradas. |                                          |                              |                              |                              |                              |                              |                          |

## Premiações e indicações

### Prêmios GRAMMY

#### Prêmio GRAMMY ganhos[18]
- 1975 - Melhor Performance de Vocal Feminino de Country, "I Can't Help It (If I'm Still In Love With You)" do Heart Like a Wheel
- 1976 - Melhor Performance de Vocal Pop Feminino, Hasten Down the Wind
- 1980 - Melhor Álbum Musical para Crianças, In Harmony: A Sesame Street Record (gravação com vários artistas com Linda Ronstadt)
- 1987 - Melhor Performance de Country por uma Dupla ou um Grupo com Vocal, Trio (com Dolly Parton e Emmylou Harris)
- 1988 - Melhor Performance Mexicano-americana, Canciones de Mi Padre
- 1989 - Melhor Performance Vocal de Pop por uma Dupla ou um Grupo com Vocal, "Don't Know Much" do Cry Like a Rainstorm, Howl Like the Wind com Aaron Neville
- 1990 - Melhor Performance de Country por uma Dupla ou um Grupo com Vocal, "All My Life" de Cry Like a Rainstorm, Howl Like the Wind com Aaron Neville
- 1992 - Melhor Álbum Mexicano-americano, Mas Canciones
- 1992 - Melhor Álbum Tropical Latino, Frenesi
- 1996 - Melhor Álbum Musical para Crianças, Dedicated to the One I Love
- 1999 - Melhor Colaboração de Country com Vocais, "After the Gold Rush" do Trio II com Dolly Parton e Emmylou Harris

#### Nomeações para o GRAMMY
- 1970 - Melhor Performance de Vocal Contemporâneo Feminino, "Long, Long Time" do Silk Purse
- 1975 - Álbum do Ano, Heart Like a Wheel
- 1975 - Melhor Performance de Vocal Pop Feminino, Female, Heart Like a Wheel
- 1977 - Gravação do Ano, "Blue Bayou" do Simple Dreams
- 1977 - Melhor Performance de Vocal Pop Feminino, "Blue Bayou" do Simple Dreams
- 1980 - Melhor Performance Vocal de Rock Feminino, "How Do I Make You" do Mad Love
- 1982 - Melhor Performance de Vocal Pop Feminino, "Get Closer" do Get Closer
- 1982 - Melhor Performance Vocal de Rock Feminino, "Get Closer" do Get Closer
- 1983 - Melhor Performance de Vocal Pop Feminino, What's New
- 1985 - Melhor Performance de Vocal Pop Feminino, Lush Life
- 1987 - Álbum do Ano, Trio com Dolly Parton e Emmylou Harris
- 1987 - Melhor Performance Vocal de Pop por uma Dupla ou um Grupo com Vocal, "Somewhere Out There" da trilha sonora do filme An American Tail com James Ingram
- 1989 - Melhor Performance de Vocal Pop Feminino, Cry Like a Rainstorm, Howl Like the Wind
- 1999 - Melhor Álbum de Country, Trio II com Dolly Parton e Emmylou Harris
- 1999 - Melhor Álbum Folclórico Contemporâneo, Western Wall: The Tucson Sessions com Emmylou Harris
- 2002 - Melhor Álbum Folclórico Tradicional, Evangeline Made: A Tribute to Cajun Music, compilação de vários artistas com Ann Savoy
- 2006 - Melhor Álbum Folclórico Tradicional, Adieu False Heart com Ann Savoy

### ACM Music Award
- 1974 - Melhor Artista Feminina Nova
- 1987 - Melhor Álbum / 'TRIO' - Dolly Parton, Linda Ronstadt e Emmylou Harris.

### Globo de Ouro
- 1983 - Melhor Performance de Uma Atriz Principal em um Musical ou Comédia, Linda Ronstadt em The Pirates of Penzance